# Hunter (Oklahoma)
Hunter es un pueblo ubicado en el condado de Garfield en el estado estadounidense de Oklahoma. En el año 2010 tenía una población de 165 habitantes y una densidad poblacional de 275 personas por km².

## Demografía
Según la Oficina del Censo en 2000 los ingresos medios por hogar en la localidad eran de $25,625 y los ingresos medios por familia eran $33,333. Los hombres tenían unos ingresos medios de $28,750 frente a los $13,750 para las mujeres. La renta per cápita para la localidad era de $11,731. Alrededor del 17.1% de la población estaban por debajo del umbral de pobreza.